# 東京體育館

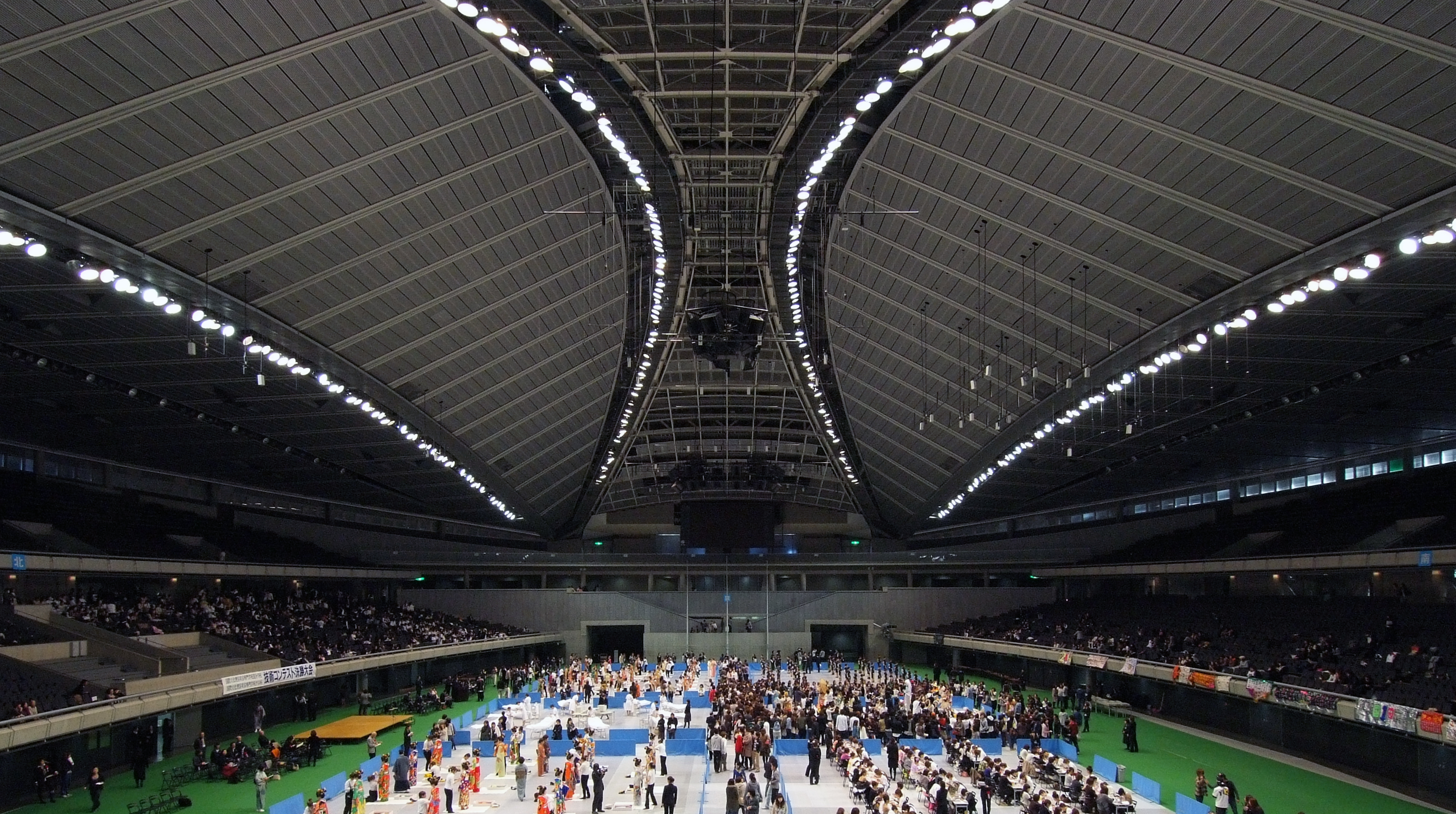

東京體育館（日语：／ Tōkyō Taiikukan */?），位於日本東京都澀谷區，為東京著名的運動場館。它是為了世界角力錦標賽於1964年興建，也成為1964年東京奧運体操比賽的場館，2020年夏季奧林匹克運動會桌球比賽於此舉行。于1990年由建筑师槙文彦主导改造，全部可容納10,000人。

## 承辦活動
- 東麗泛太平洋網球公開賽（1984-2007）
- 日本羽球公開賽
- TWICE DEBUT SHOWCASE "Touchdown in JAPAN (2017/07/02)
- &TEAM DEBUT SHOWCASE《First Howling : ME》（2022/12/08）
- 太妍《TAEYEON Concert – The ODD Of LOVE》 (2023/07/08-09)

## 交通方式
- JR東日本中央本線千駄谷站
- 都營地下鐵大江戶線國立競技場站

## 外部連結
- 官方網站

| 前任： 首個場館 | 大師盃 比賽場館 1970 | 繼任： 皮埃爾·德·顧拜旦體育場 巴黎 |